# Jobboom
Jobboom est un service de recrutement en ligne québécois et un média d’information au sujet de l’emploi et des ressources humaines. Depuis le 1er juin 2013, Jobboom appartient à Technologies Interactives Mediagrif.

## Historique
En 1999, Jobboom Inc. est fondé. Il s’agit d’un site internet de recrutement destiné à la recherche d’emploi au Québec.  Le 23 décembre 1999, 75 % des parts de la compagnie sont acquises par Netgraphe, une société détenue en majorité par Vidéotron Communication inc et Groupe TVA.
Le 18 avril 2000, Netgraphe porte sa participation dans Jobboom Inc. à 100 %. Il acquiert Ma Carrière Inc., éditeur spécialisé dans les services de gestion de carrière fondé en 1990, qui deviendra les Éditions Jobboom. 
Le 24 octobre 2000, Québecor Média acquiert Jobboom Inc. et les Éditions Jobboom à travers l’acquisition de Vidéotron et TVA. 
Dès janvier 2003, un partenariat avec Emploi-Québec et la Commission des partenaires du marché du travail voit le jour. 
Le 3 octobre 2003, Jobboom enregistre plus d’un million d’abonnés.  
En 2010, Jobboom est intégré à Sun Média, une autre division de Québecor. Le 1er juin 2013, Québecor Média vend Jobboom et Réseau Contact à Technologies Interactives Mediagrif pour la somme de 65 millions de dollars canadiens. Le 1er avril 2014, les Éditions Jobboom se repositionnent vers le web et mettent fin à la production de leurs parutions imprimées.